# شل روسین
شل روسین (سوئدی: Kjell Rosén; ۲۴ آوریل ۱۹۲۱ – ۱۳ ژوئن ۱۹۹۹) بازیکن و مربی فوتبال اهل سوئد بود.
از باشگاه‌هایی که در آن بازی کرده‌است می‌توان به باشگاه فوتبال آنژه، باشگاه فوتبال مالمو، باشگاه فوتبال تورینو، و باشگاه فوتبال نووارا اشاره کرد.
وی به‌همراه تیم ملی فوتبال سوئد در بازی‌های المپیک تابستانی ۱۹۴۸ به مقام قهرمانی دست پیدا کرده‌است.